# Центральні сили промислової безпеки
Центральні сили промислової безпеки англ. Central Industrial Security Force, CISF — федеральна поліцейська організація Індії. Це одна зі служб центральних збройних поліцейських сил (CAPF), підпорядкована МВС. Штаб-квартира організації знаходиться у Нью-Делі.

## Функції
На момент свого створення у 1969 році CISF була призначена для охорони державних промислових підприємств країни, але з часом її функції були розширені. Зокрема, CISF захищає шахти, нафтові родовища та нафтопереробні заводи, заводи (машинобудівні, металургійні, добривні), аеропорти, морські порти, мережі метро, урядові будівлі, пам'ятки спадщини (включаючи Тадж-Махал і Червоний форт), греблі, атомні електростанції, підприємства з виробництва опіуму, установи Міністерства фінансів тощо.
Після терористичної атаки в Мумбаї в листопаді 2008 року повноваження CISF було розширено на безпеку приватних корпоративних установ. 25 лютого 2009 року уряд Індії дозволив CISF надавати платну охорону приватним і кооперативним установам. Першою установою у цій сфері став кампус компанії Infosys в Бенгалуру. CISF також надає приватним підприємствам і урядовим організаціям консультаційні послуги з безпеки та протипожежного захисту.
Крім того, організація спеціалізується на охороні VIP-осіб і ліквідації наслідків стихійних лих, а також виконує інші завдання уряду Індії від забезпечення безпеки виборів до операцій проти наксалітів.

## Структура та організація
CISF очолює генеральний директор — офіцер індійської поліції у званні генерал-лейтенанта. Сили поділяються на дев'ять секторів: аеропортовий сектор, сім регіональних секторів (північний, північно-східний, східний, західний, південний, південно-східний, центральний) і навчальний сектор.

### Аеропортовий сектор
Аеропортовий сектор відповідає за безпеку в усіх комерційних аеропортах Індії. В минулому цю функцію виконувала поліція аеропорту, підпорядкована уряду відповідного штату, однак ще після викрадення рейсу 814 Індійських авіаліній у 1999 році була запропонована передача безпеки аеропортів CISF. Цю передачу було розпочато з січня 2000; першим під охорону CISF було передано аеропорт Джайпур 3 лютого 2000. Станом на лютий 2023 року CISF захищає загалом 66 цивільних аеропортів країни (міжнародних і внутрішніх) .
Аеропортовий сектор поділяється на два підсектори, кожна з яких відповідають за певні групи аеропортів :
- APS-1: північна зона зі штаб-квартирою в Нью-Делі та східна і північно-східна зони аеропортів зі штаб-квартирою в Колкаті;
- APS-2 зі штаб-квартирою в Бангалорі, західна зона зі штаб-квартирою в Мумбаї та південна зона зі штаб-квартирою в Ченнаї.

### Спеціальна група безпеки
Спеціальна група безпеки (англ. Special Security Group, SSG створена у 2006 році на основі рекомендацій Розвідувального бюро. Вона відповідає за охорону осіб, призначених Міністерством внутрішніх справ . Для того, щоб особа мала право на охорону CISF, розвідувальне бюро та інші таємні поліцейські служби повинні підтвердити конкретну небезпеку після детального аналізу заявленої загрози, оскільки подібні твердження нерідко бувають сфальсифіковані з політичних або інших міркувань.

### Пожежна служба
CISF — це єдина зі збройних поліцейських сил, яка має повноцінну пожежну службу (до того ж це в цілому найбільша пожежна служба у всій Індії). CISF Fire Service Wing забезпечує запобігання пожежам і протипожежний захист особливо вразливих до цієї небезпеки підприємств. Станом на 31 березня 2020 служба забезпечує пожежну безпеку на 104 різних об'єктах по всій країні й має чисельність у 8482 пожежників.

### Закордонні операції
Прийнятий урядом у 2009 році законопроєкт дозволяє розгортання CISF для захисту індійських місій за кордоном та її участь у миротворчих операціях ООН. З 17 серпня 2008 по 31 грудня 2018 року контингент CISF був розгорнутий на Гаїті в рамках місій ООН зі стабілізації та підтримки правосуддя у цій країні.